# 지진파

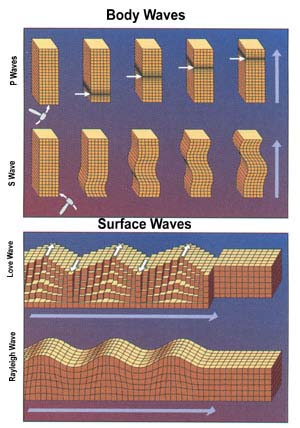
위쪽부터, P파, S파, 러브파, 레일리파

지진파(地震波, 영어: seismic wave)는 지구 혹은 다른 행성의 땅밑을 통과하는 음향 에너지적인 파동을 의미한다. 지진파는 지진, 화산 분화, 마그마 이동, 대규모 산사태, 저주파 음향 에너지를 생성하는 대규모 인공 폭발 등으로 생겨날 수 있다. 지진파는 지진학자들이 연구하며, 지진학자는 지진계, 수중 청음기(하이드로폰), 가속도계를 이용하여 지진파를 기록한다. 지진파는 여러 자연과 인공 지진원에서 발생하는 지속적인 저진폭의 진동인 지진배경잡음과는 구분된다.
지진파의 전파 속도는 매질의 밀도와 탄성, 지진파 유형에 따라 달라진다. 이 전파 속도는 지구의 지각과 맨틀을 통과하면서 깊어지면 더 빨라지는 경향이 있지만, 맨틀에서 지구의 외핵으로 넘어갈 경우 지진파의 속도가 급격하게 줄어든다.
지진파는 각기 속도가 다른 여러 유형의 파동으로 이루어져 있다. 지진 관측점에서 지진파를 기록하면 각 지진파형별로 서로 다른 이동 시간으로 도착하는 모습을 볼 수 있는데 이를 통해 지진의 진원을 찾는데 도움이 된다. 또한 지구물리학에서 지진파의 굴절이나 반사 현상을 관측하여 지구의 구조를 추정한다. 과학자들은 지구 내부 얕은 곳의 구조를 파악하기 위해 인공적인 폭발로 지진파를 만들어 이를 관측한다.

## 유형
지진파의 유형은 크게 지구 내부를 통과하는 실체파(實體派, Body wave)와 지구 표면에만 전달되는 표면파(表面波, Surface wave)로 나뉜다.:48–50:56–57
또한 본 문서에는 설명한 것과 다른 기타 파동 전달 방식도 존재하는데, 지구 내에 흐르는 지진파의 경우 그 중요도가 낮지만 성진학에서의 경우 매우 중요하다.
- 실체파는 지구 내부를 통과하며 이동한다.
- 표면파는 지표면을 가로질러 이동한다. 표면파는 3차원 상의 공간을 이동하는 실체파에 비해 거리에 따른 감쇠 정도가 더 느리다.
- 표면파의 입자운동(Particle motion)은 실체파보다 훨씬 커서 표면파가 더 큰 피해를 입히는 경향이 있다.

### 실체파

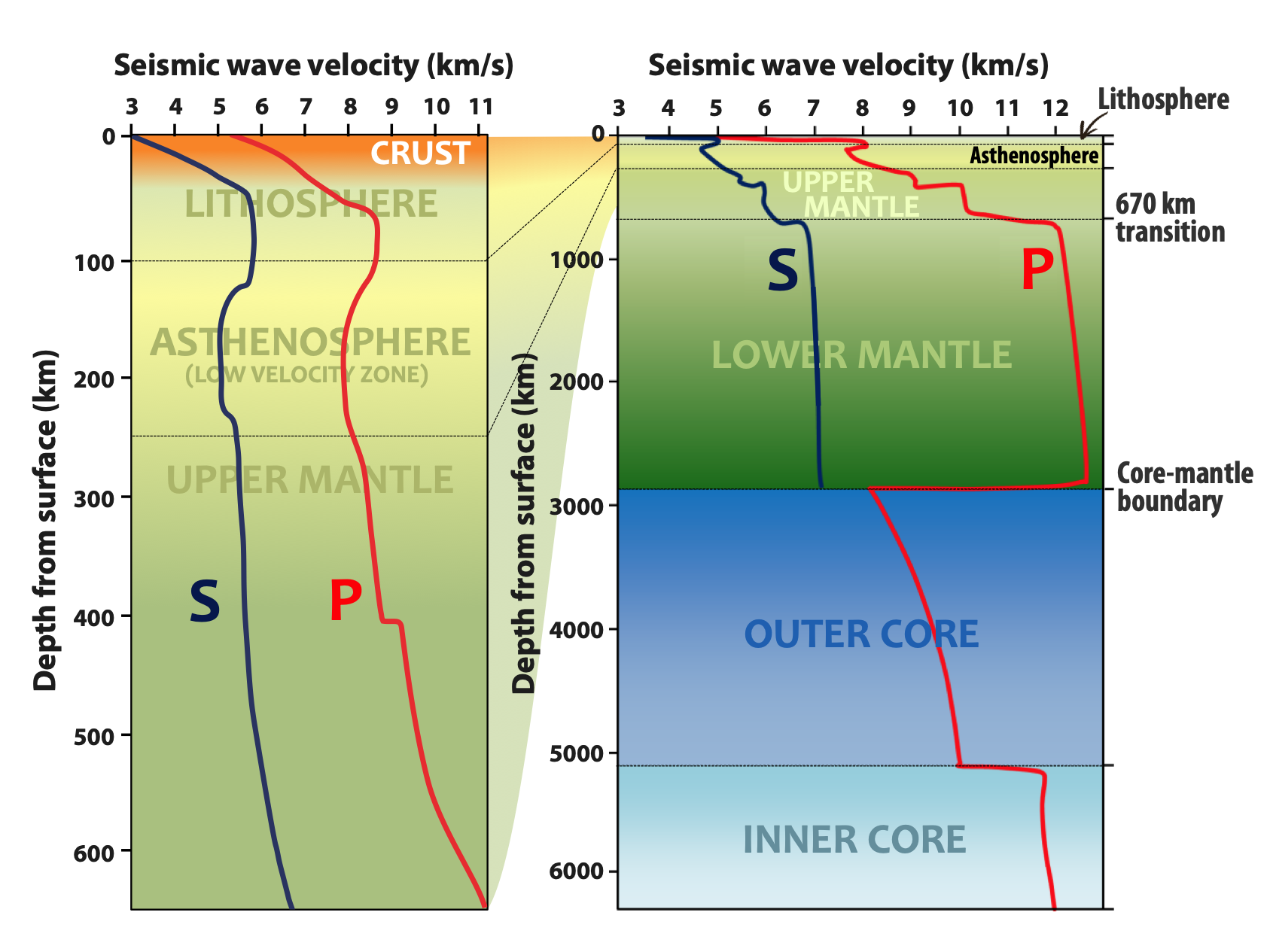
지구의 깊이에 따른 각 지진파 속도를 그린 그래프이다. 외핵은 액체이기 때문에 S파가 가지 못해 지진파의 속도가 0이 되어 사라지며, 각 구조에 따라 밀도와 온도, 상의 변화로 P파의 속도가 계속 달라진다.

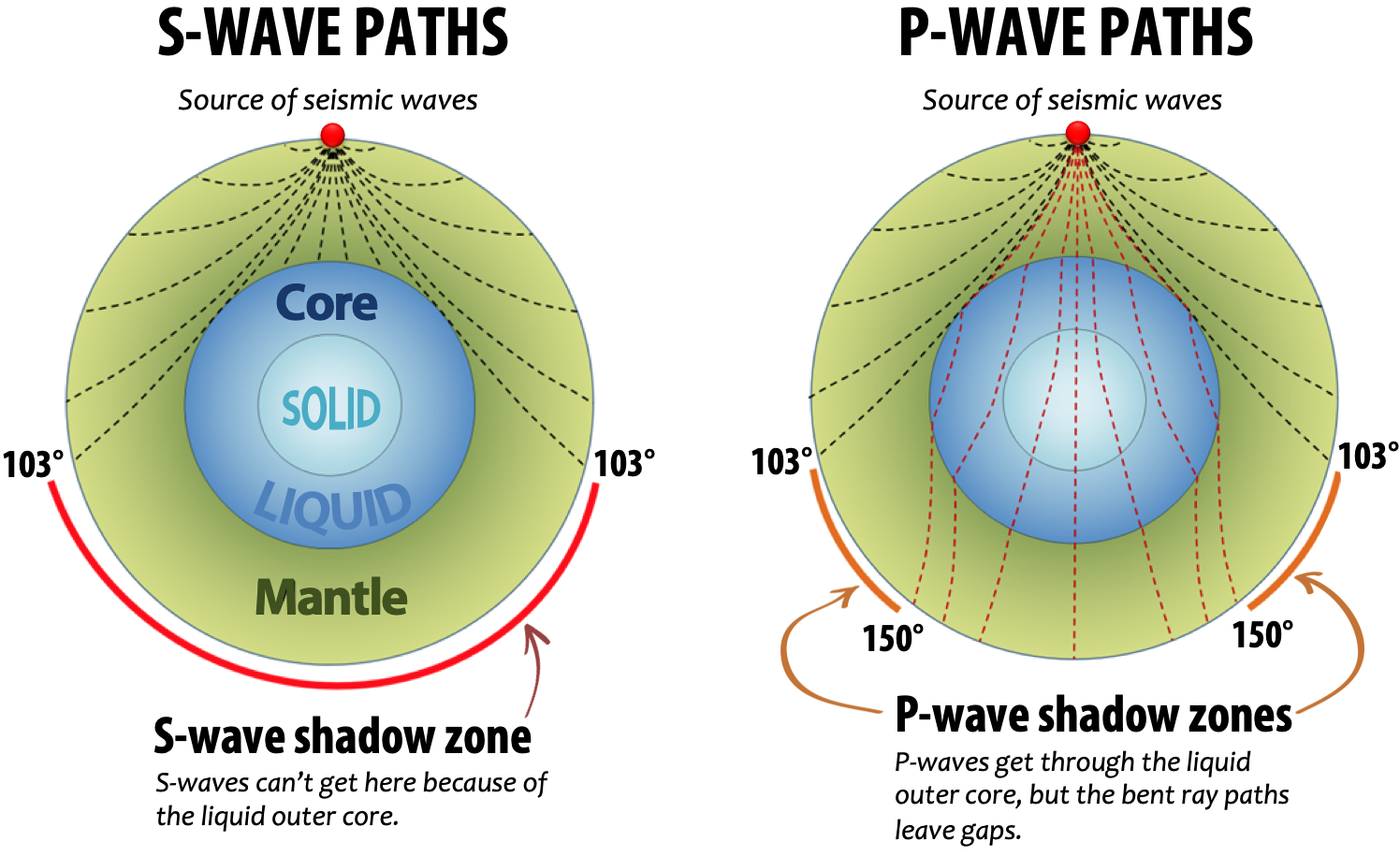
지진파 중 실체파는 지구 맨틀과 핵을 향해 이동한다. 하지만 S파는 액체 상태인 외핵을 통과할 수 없기 때문에 진원과 먼 곳은 닿지 않는 일종의 '그림자'가 만들어진다. P파는 핵을 통과할 수 있지만 핵을 통과하면서 P파가 굴절하여 일부 구역에는 P파조차 닿지 않는 일종의 그림자인 암영대가 만들어진다.

실체파는 지구 내부를 통해 전파되는 지진파이며, 그 경로는 매질의 밀도와 영률에 따라 결정된다. 매질의 밀도와 영률은 온도와 암반 성분, 물질의 상에 따라 달라진다. 이 현상은 전자기파의 굴절과 비슷하다. 두 유형의 입자운동이 두 가지 유형의 실체파를 만들어낸다. 각각 P파(Primary wave)와 S파(Secondary wave)이다. 이 두 파동의 구분은 1830년 프랑스의 수학자인 시메옹 드니 푸아송이 처음으로 규정했다.
실체파는 표면에 도달하게 되면 밖으로 전파되지 않고 다시 반사되어 지구 내부로 되돌아온다. 이 때 표면으로 올라오는 파와 반사되어 되돌아오는 파들이 서로 겹치는데 이 때 표면파가 생성된다.

#### P파
P파는 종파이며 압력파인 성질을 가지고 있다. P파는 지구를 통과하는 그 어떤 지진파보다도 빠르게 이동하여 지진 관측소에 제일 먼저 도달하는 파동이기 때문에 영어로 첫번째라는 뜻을 가진 "Primary"가 붙여져 P파가 되었다. P파는 유체를 포함한 모든 유형의 물질을 통과할 수 있으며, S파보다 평균 1.7배 더 빠르게 이동한다. 공기 중에서는 음파의 형태를 띄기 때문에 음속의 속도로 이동한다. 평균 속도는 공기 중에서 330 m/s, 물 속에서 1,450 m/s이며 화강암 내부에서는 약 5,000 m/s이다. 지구에서는 지각을 평균 5-8 km/s의 속도로, 하부 맨틀에서는 약 13.5 km/s, 내핵에서는 11 km/s의 속도로 이동한다.

#### S파
S파는 횡파이며 전단파인 성질을 가지고 있다. 지진 발생 후 S파는 가장 빠르게 이동하는 P파에 이어 지진 관측소에 도착해 전파 방향에 수직인 방향으로 지반을 변위시킨다. 전파 방향에 따라 파의 표면 운동 특성이 달라질 수 있는데, 예를 들어 수평 방향으로 편광된 S파의 경우 지면이 한쪽으로 이동하다가 번갈아 가며 다른 쪽으로 이동하는 양상을 보인다. 또한 유체(액체와 기체)에서는 전단응력이 존재하지 않기 때문에 S파는 고체를 통해서만 이동할 수 있다.
S파는 P파보다 속도가 느리며, 일반적으로 특정 매질에 대해 S파의 속도는 P파의 약 60%에 해당한다. 전단파는 액체 매질을 통과할 수 없으므로, 지구 외핵에 S파가 없다는 것은 외핵이 액체로 이루어져 있다는 말도 된다.

#### T파
T파는 P파, S파에 이어 3번째로 오는 파동(Tertiary wave)라는 뜻으로, 해수의 소파 채널이라고 불리는 저속층을 통과하는 파동이기 때문에 해저지진게나 해수면과 매우 가까운 지진 관측소에서 관측되는 경우가 많다. 전파 속도는 약 1.5 km/s로 물 속에서의 음파 속도와 동일하다. 비교적 진원 깊이가 얕은 해저지진 뿐 아니라 깊이 300 km 이상의 심발지진에서도 T파가 발생한다.
T파의 관측 사례로는 2008년 7월 24일 발생한 이와테현 연안북부 지진(M6.8) 발생 약 50분 후 지속시간이 길고 특정한 위상을 갖지 않은 지진동이 도호쿠 지방에서 광범위하게 관측되었는데 이 진동은 T파가 진원에서 동쪽으로 약 2,000-2,500 km 떨어진 하와이-엠페러 해저산열에서 반사되어서 들어온 것으로 확인되었다. 또한 2017년 포항 지진 당시에도 수중글라이더에 있는 하이드로폰을 통해 주파수 약 10 Hz의 T파를 관측했다.

### 표면파
표면파란 지표면을 통해 이동하는 지진파를 말한다. 표면파는 기계적 표면파의 일종으로 말할 수 있다. 지표면에서 멀어질수록 표면파의 세기는 급격하게 감소하기 때문에 표면파라고 부른다. 표면파는 P파나 S파와 같은 실체파보다 훨씬 느리게 이동한다. 큰 규모의 지진에서는 표면파의 진폭이 수 cm에 달할 수도 있다.

#### 레일리파
레일리파는 그라운드 롤(ground roll)이라고도 부르며, 수면 위의 파도와 비슷하게 지표면을 잔물결처럼 이동하는 파동이다. 레일리파의 존재는 1885년 영국의 물리학자인 제3대 레일리 남작 존 윌리엄 스트럿(레일리 경)이 처음으로 밝혀냈다. 레일리파는 실체파보다 느리게 이동하며, 일반적인 균질한 탄성매질에서 실체파인 S파의 속도와 비교할 경우 대략 90%의 속도로 깊이 100 m 미만의 지표면에서는 대략 50–300 m/s의 속도로 이동한다. 지각과 상부 맨틀과 같이 층이 존재하는 매질에서의 레일리파 전파 속도는 그 주파수와 파장에 따라 달라진다. 램파도 같이 참고할 수 있다. 레일리파는 전파될 때 지면이 수직으로 타원운동을 하며, 지면의 운동 방향은 전파 방향과 반대이다.

#### 러브파
러브파는 일종의 수평 편광된 전단파파(SH파)로, 유한한 두께의 상층이 겹쳐진 일종의 반무한적 매질이 있을 때만 존재하는 파동이다. 러브파는 1911년 수학적 모델을 제시한 영국의 수학자인 어거스터스 에드워드 휴 러브의 이름을 따서 지어졌다. 러브파는 보통 레일리파보다 약간 빠르게 이동하며, S파의 약 90%의 속도로 이동하고 진폭이 가장 크다. 러브파는 전파될 때 지면이 전파 방향에 직각으로, 오직 수평으로만 진동한다.

#### 스톤리파
스톤리파는 고체와 유체 사이의 경계를 따라 전파되거나, 특정 조건에서 고체-고체 경계를 따라 전파되는 경계파, 혹은 계면파의 일종이다. 스톤리파의 진폭은 접촉한 두 매질 사이에서 최대값을 가지며 경계에서 멀어질수록 기하급수적으로 진폭이 낮아진다. 스톤리파는 유체로 채워진 착정벽을 따라 생성될 수 있는데 이는 수직 지진 탐지기(VSP)에서 발견되는 일관적인 지진배경잡음의 원천이자 음파검층의 저주파 성분에 해당한다. 스톤리파에 대한 방정식 해는 케임브리지 대학의 지진학과 명예교수인 로버트 스톤리가 처음으로 제시했다.

#### 자유진동

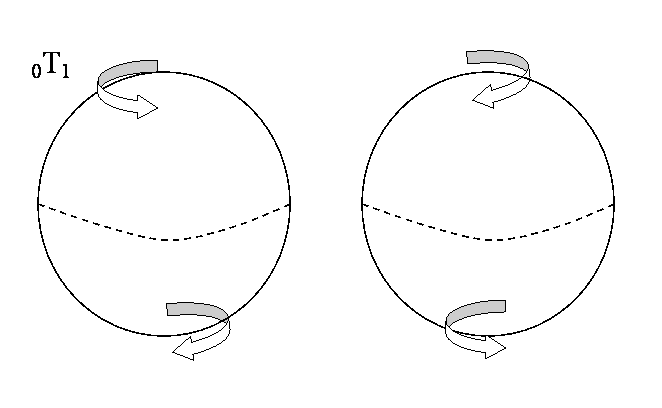
한번에 두 가지 운동이 발생하는 대표적인 트위스트 모드 진동인 _{0}T_{1} 상태 자유진동의 모습.

지구자유진동은 일종의 정상파로, 서로 반대방향으로 이동하는 두 표면파가 만나며 서로 간섭해서 발생하는 결과이다. 레일리파의 간섭은 구형진동 S를, 러브파의 간섭은 환상형진동 T를 만들어낸다. 여기서 자유진동의 모드(mode)는 nSlm와 같이 3개 계수로 구분할 수 있는데, 여기서 l은 각차수(혹은 구면 조화 정도), m은 방위각차수이다. 이 값은 −l에서 +l까지  2l+1의 값을 가질 수 있다. n은 원심각차수이다. 이는 구 반경에 n개의 마디가 존재하는 파동이라는 의미이다. 구대칭인 지구의 경우에는 주어진 n과 l의 주기가 m과 관련이 있지 않다.
구형 자유진동의 대표적인 예로는 지구 전체가 팽창과 수축을 반복하며 주기가 약 20분인 호흡모드 혹은 풍선모드 0S0과, 두 방향을 번갈아가며 늘어났다 줄어들었다를 반복하는 주기 약 54분의 럭비모드 혹은 풋볼모드 0S2가 있다. 0S1 모드의 경우에는 지구 무게중심의 변화를 수반하는 외력이 필요하기 때문에 지진만으로는 발생하지 않는다.
기본 환상형 자유진동 모드 중 0T1은 지구 자전속도의 변화를 말하지만 그 변화속도는 굉장히 느리기 때문에 일반적인 지진학에서는 큰 의미를 가지지 않는다. 트위스트모드 0T2 모드는 북반구와 남반구가 서로에 대해 비틀어지는 운동으로 주기는 약 44분이다.
지구자유진동을 처음으로 확실하게 관측한 지진은 1960년 칠레 발디비아 지진(모멘트 규모 Mw 9.5)이다. 현재는 수천 가지 주기를 가진 특유의 자유진동을 발견했으며 이런 자유진동 데이터는 지구 내부의 큰 구조를 이해하는 데 사용된다.

### 코다파

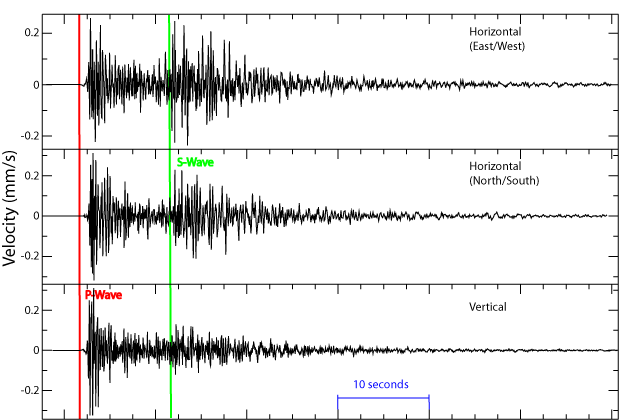
지진계에서 관측한 지진파의 모습. 녹색선의 S파 도달 이후에 매우 강력한 진동을 관측한 이후에도 뒤에 길게 작은 진폭의 코다파가 관측된다.

진원과 진앙거리가 200 km 미만인 가까운 거리에서 관측한 지진에서 S파 뒤에 관측되는 지진파는 표면파가 아니라 코다파(Coda Wave)에 해당한다. 코다파는 지구 내부의 국지적인 불균일성으로 지진파가 산란되어 발생하는 지진파이다.
지구 내부는 일반적으로 균질하지만 국지적으로는 밀도가 매우 높거나, 혹은 낮은 지역이 불균일적으로 분포하는 지역이 나타날 수 있으며 이런 불균일성은 지표면에 가까워질수록 심해진다. 지진파가 전파되면서 이런 불균일 지역에 닿게 되면 서로 상호작용하면서 산란 현상이 발생하는데, 이 과정에서 발생하는 후속파를 코다파라고 부른다. 코다파의 길이는 지진파가 열에너지로 소산되는 정도와 관련이 있다. 예를 들어 달에서 발생하는 월진의 경우 강성이 낮고 열에너지로 소산되는 정도가 적기 때문에 코다파의 길이가 매우 길다.
지진학 연구 초창기에는 지진을 관측할 때 코다파를 배경소음으로 간주하는 경우가 많았다. 일본의 지진학자인 아키 게이티(安藝敬一)가 처음으로 코다파를 분류하고 이를 응용하기 시작했다. 지진파에서 이렇게 이질적인 코다파 연구를 통해 특정 지역의 지질을 연구하는 데 사용할 수 있다. 진원 거리가 200-300 km인 지진일 경우 S파 뒤의 코다파를 종종 S코다파(S-Coda)로, P파 뒤의 코다파를 P코다파(P-Coda)라고 부른다.

### 지구 맨틀과 핵에서의 P파와 S파
지진이 발생할 경우 진원 인근의 지진계에서는 P파와 S파 모두를 기록할 수 있지만, 이보다 더 먼 거리에 있는 지진계는 더 이상 최초의 S파 고주파를 감지할 수 없다. 다시 말해 S파는 진원지로부터 104°(약 11,570 km 거리) 떨어져 있는 곳에서부터는 이를 감지할 수 없다. 이 현상은 전단파가 액체를 통과할 수 없기 때문에 발생하는 현상으로, 리차드 딕슨 올덤은 지구 내에 액체 외핵이 존재함을 증명했다. 또한 P파의 경우에도 지구 외핵과의 반사와 굴절로 인해 104°에서 140° 사이 지역(대략 11,570-15,570 km 거리)에서는 감지되지 않으며, 이 때문에 지진이 발생했음에도 지진을 감지할 수 없는 영역을 지구의 암영대라고 부른다. 이후에는 잉게 레만이 P파 암영대 사이인 110° 정도의 영역에서 내핵의 반사로 인해 P파가 일부 약하게 도달할 수 있음을 발견했다.

## 표기법

지진파의 지구 내 파선도

진원에서 관측지점 사이까지 지진파가 이동하는 경로는 파선도(ray diagram)로 그릴 수 있다. 대표적인 예시로 오른쪽 그림이 있다. 반사를 고려할 경우 두 점 사이에 지진파가 이동할 수 있는 경로는 무한히 많다. 여기서 각 지진파의 경로는 지구를 통과하는 궤적과 위상을 나타내는 일련의 문자로 이름을 매겨 붙일 수 있다. 일반적으로 대문자는 투과파를, 소문자는 반사파를 나타낸다. 하지만 이 표기의 예외로 g, n이 있다.
| c | 외핵에서 반사된 파                                        |
| d | 깊이 d의 불연속면에서 반사된 파                           |
| g | 지각만 통과한 파                                          |
| i | 내핵에서 반사된 파                                        |
| I | 내핵의 P파                                                |
| h | 내핵의 불연속면에서 반사된 파                             |
| J | 내핵의 S파                                                |
| K | 외핵의 P파                                                |
| L | 러브파, LT파라고도 부름(전부 대문자이며 Lt파는 다른 파임) |
| n | 지각과 맨틀 사이 경계를 따라 이동하는 파                  |
| P | 맨틀의 P파                                                |
| p | 진원에서 표면으로 올라오는 P파                            |
| R | 레일리파                                                  |
| S | 맨틀의 S파                                                |
| s | 진원에서 표면으로 올라오는 S파                            |
| w | 해저 표면에서 반사된 파                                   |
|   | 표면에서 파가 반사될 경우에는 문자를 쓰지 않음            |

예를 들어,
- ScP파는 지구 중심을 향해 S파 형태로 이동하는 파동이다. 외핵에 도달해서 이 파동은 P파로 반사되었다.
- sPKIKP파는 지표면을 향해 이동하는 S파이다. 표면에서 P파로 반사된 후 이 P파가 외핵, 내핵, 외핵, 맨틀을 통과해 이동했다.(P파가 내핵에 입사해 S파로 상전환해 내핵을 통과한 후 다시 P파로 상전환해 외핵을 통과하는 현상이 발견되어 가능한 파동이다.[35])

일부 약어도 존재한다. PKJKP(내핵을 통과해 반대편에 도달한 P파)는 P1′로, PKP(외핵을 통과해 반대편에 도달한 P파)는 P2′라고 부른다.

## P파와 S파의 전환
지진이 발생하면 지진파가 땅 속 깊은 곳으로 방출된다. 지진파가 매질의 불연속면(고체-액체인 맨틀과 외핵의 계면)을 통과할 때 지진파로 유발된 질점의 진동 방식이 전환될 수 있다. 불연속성이 특히 뚜렷한 지역에서는 진동 방식의 변화가 매우 뚜렷해 종파의 일부가 횡파가 되고, 횡파의 일부가 종파가 될 수 있다. 이 결과 발생한 파동을 전환파(Converted-wave)라고 부른다.
지구 내부에서 가장 중요한 불연속면은 고체인 맨틀과 액체인 외핵의 경계인 구텐베르크 불연속면, 외핵과 고체인 내핵의 경계인 레만 불연속면이다. 지진파 중에 S파는 횡파이기 때문에 액체인 외핵에서는 S파가 존재할 수 없으며, 지진파가 그 아래쪽으로 전파되러면 S파가 무언가에서 무로 변환된 다음 무에서 다시 유로 변환되어야 한다. 이 경우 모든 에너지 전달은 P파가 S파의 모든 에너지를 전달받는 C파로 변환되어야 한다.
C파 전이를 설명은 다음과 같다. P파가 이동하다가 다른 매질과의 계면을 만나면 수직으로 입사된 게 아닌 이상 어느 정도는 계면 질점이 수직 방향과 수평 방향 양쪽으로 움직인다. SH파(수평 S파)의 질점 운동은 계면 통과 이후에도 변하지 않지만, SV파(수직 S파)의 질점 운동은 다시 계면을 만난다면 질점운동이 다시 수직으로 변하므로 P파와 동일하다고 볼 수 있다. 따라서 지진파가 지하로 갈 때 P파가 S파가 되거나, S파가 P파가 될 수 있다.
이러한 지진파의 상호변환은 지구물리학적으로 큰 의미를 가진다. 지구의 외핵은 액체이기 때문에 지각에서 들어오는 S파는 이 외핵 장벽을 통과할 수 없지만 과학자들은 지구 내핵에서 S파가 활동한다는 징후를 감지했다. 일반적으로는 이런 S파는 외핵과 내핵 경계에서 P파가 전환되어 형성된 S파라는 이론이다. 하지만 P파에서 SV파로, 다시 P파로 전환되는 과정에서 에너지 감쇠가 매우 커서 이 이론의 타당성을 측정하고 증명하는 방법에 대해서 지진학자 사이에서 논쟁이 계속되고 있다.

## 주시곡선

주시곡선의 모습. 빨간선이 통과파이고 파란선이 굴절파이다.

주시곡선(走時曲線)이란 지진이 발생한 뒤 지진파의 전파 거리와 그 시간과의 함수 관계를 나타내는 곡선이다. 이를 이용하면 지구의 내부 구조를 아는 단서를 얻을 수 있다.
예를 들어, 지진파의 속도가 낮은 지층(지진파의 속도 v1)이 위에 있고 속도가 높은 지층(지진파의 속도 v2)이 아래에 있는 지역에서 하부 지층으로 굴절하는 지진파는 스넬의 법칙에 따라 입사파에 대해 경계면 쪽으로 더 큰 각도로 굴절한다. 여기서 이 굴절파가 입사각이 커져 특정한 값을 가지게 되면 경계면을 따라 큰 속도로 전파된다. 이런 굴절파를 임계 굴절파 혹은 선두파라고 한다. 위의 지층에서는 진원과 가까운 점에서는 지면을 따라 이동하는 직접파가 더 빠르게 가지만, 점점 거리가 멀어질수록 하부 지층에서 굴절하는 지진파가 더 빠르게 도착하게 된다. 이를 통해 상부 지층과 하부 지층의 경계 깊이를 알 수 있다.

## 속도 계산식
고체 물질에서 P파와 S파의 속도 {\displaystyle V_{P}}와 {\displaystyle V_{S}}는 다음과 같이 주어진다.
- {\displaystyle V_{P}=[{\frac {{k}+{\frac {4u}{3}}}{p}}]^{\frac {1}{2}}}
- {\displaystyle V_{S}=[{\frac {u}{p}}]^{\frac {1}{2}}}

이 식에서 p는 밀도이고 탄성 계수 k와 u는 각기 체적 탄성률(혹은 비압축률)과 전단 계수(강성률)이다. 탄성 계수는 물질이 응력을 받을 때 일어나는 변형률의 정도를 나타낸다. 체적 탄성률은 어떤 물체에 모든 방향에서 작용하는 균등한 압축력이 P에서 P'로 {\displaystyle \Delta p} 증가해 체적 V가 V'로 {\displaystyle \Delta V}만큼 감소할 때 압축력의 변화 {\displaystyle \Delta p} 대 체적 변화율 {\displaystyle {\frac {\Delta V}{V}}}의 비이다.
{\displaystyle k={\frac {\Delta p}{\frac {\Delta V}{V}}}}
길이가 L인 정육면체의 윗면이 면에 평행한 전단력 F를 받는 경우, 전단 응력은 전단력 F를 이 힘에 가해진 면적 A로 나눈 값이다.({\displaystyle {\frac {F}{A}}}) 전단 응력에 의해 정육면체에 전단 변형 {\displaystyle \Delta L}이 발생한다. 전단 계수는 전단 응력 대 전단 변형률의 비이다.({\displaystyle {\frac {\Delta L}{L}}})
{\displaystyle u={\frac {\frac {F}{A}}{\frac {\Delta L}{L}}}}
P파의 속도는 항상 S파보다 크다. 또 탄성 계수가 클수록, 지진파의 속도는 증가한다.유체의 경우 전단력에 대한 저항력이 전혀 없으므로({\displaystyle {\Delta V}=\infty }) 강성률이 없어지고({\displaystyle u=0}) {\displaystyle V_{S}=0}이 된다. 즉 S파는 유체를 통과할 수 없다.

## 지진파 도달 시간과 진원거리
존 밀린은 1880년대 여러 지진파들의 전파 시간을 진원과 지진 관측소 사이 거리에 대해 표시하여 진원거리를 각 지진파의 도달 시간차에 따라 결정할 수 있다고 생각했다. 또한 3개 이상 관측소에서 P파와 S파의 도달 시간을 알면 진원거리를 구하고 이를 통해 지진의 진원을 정확하게 결정할 수 있다는 사실을 발견했다. 다만 단순 도달 시각과 진원거리 사이 관계는 1892년 유고슬라비아의 기상학자인 모호로비치치가 진앙거리 200 km를 기준으로 속도가 더 빨라지는 지층(현재는 맨틀로 밝혀짐)에서 굴절되어 더 빠른 속도로 전파된 지진파가 진원에서 직선으로 향하는 지진파보다 먼저 도착하기 때문에, 진원과 지진 관측소가 200 km 이상으로 너무 멀어진다면 진원거리를 정확하게 재기 어렵다.
지각이 균질하다고 가정하고 P, S파의 속도를 각기 {\displaystyle V_{P}}와 {\displaystyle V_{S}}라 하고, 시간 {\displaystyle T_{0}}에 지표에서 발생해 진원거리 L인 지점에 P, S파가 시각 {\displaystyle T_{P}}와 {\displaystyle T_{S}}에 도달했다고 하자. 이 경우 지진파 도달과 진원거리 사이에는 다음 관계가 성립한다.
- {\displaystyle T_{P}={\frac {T_{0}+L}{V_{P}}}}
- {\displaystyle T_{S}={\frac {T_{0}+L}{V_{S}}}}

이 식을 정리하면
- {\displaystyle L=({\frac {(T_{P}-T_{S})V_{S}*V_{P}}{(V_{P}-V_{S})}})}

{\displaystyle T_{P}-T_{S}}는 S파와 P파의 도달 시간의 차이(PS시)이다. 진원거리는 지진파 도달 시간의 차에 비례한다.

## 같이 보기
- 애덤스-윌리엄슨 방정식
- 일진학
- 반사파 지진학

## 참고 문헌
- Shearer, Peter M. (2009). 《Introduction to Seismology》. Cambridge University Press. ISBN 978-0-521-88210-1.
- 이기화 (2016년 10월 30일).  박상준, 편집. 《모든 사람을 위한 지진 이야기》 1판. 서울: 사이언스북스. ISBN 978-89-8371-730-6.